# Jorgos Canacakis
Jorgos Canacakis (griechisch Γιώργος Κανακάκις; * 29. April 1935 in Kalamata; † 17. März 2024 in Athen) war ein griechischer Diplompsychologe und Psychotherapeut. Er wurde einem breiteren Publikum durch seine Arbeiten und Seminare zum Thema Trauer und Trauertherapie bekannt.

## Leben und Wirken

### Ausbildungen
Canacakis studierte nach seinem Abitur im Jahr 1952 Politische Wissenschaften an der Panteion-Universität Athen und anschließend bis 1962 Musik, Lied, Operngesang und Opernregie an der Musikhochschule München sowie von 1970 bis 1972 an der Akademie für Tonkunst in Darmstadt Stimmerziehung und Stimmpädagogik.
1980 schloss er ein vierjähriges Studium der Psychologie als Diplompsychologe ab und absolvierte anschließend bis 1984 eine Psychotherapie-Ausbildung. 1982 wurde er an der Universität Essen mit einer Dissertation über das Thema Trauerverarbeitung im Ritual zum Dr. phil. promoviert.

### Beruflicher Werdegang
Canacakis war von 1958 bis 1976 als Opernsänger und Opernregisseur an verschiedenen Opernhäusern Europas tätig.
Von 1974 bis 1996 lehrte er als Dozent und Lehrbeauftragter an der Universität Essen in den Fachbereichen Medizin, Erziehungswissenschaften und Musik sowie als Gastdozent an weiteren Universitäten. Von 1982 bis 1997 war er als Lehrbeauftragter und Lehrtherapeut am Fritz-Perls-Institut in Düsseldorf und der Europäischen Akademie für Psychosoziale Gesundheit und Kreativität in Hückeswagen sowie von 1991 bis 1994 als Professor für Psychotherapie an der Universität Kreta tätig.
Canacakis war Begründer und Leiter der Europäischen Trauerseminare (ETS) und wissenschaftlicher Direktor der von ihm 1975 gegründeten Akademie für Menschliche Begleitung (AMB) in Essen, an der eine Ausbildung zu Lebens- und Trauerbegleitern und -Beratern für Erwachsene und Kinder stattfindet.
Canacakis war Gründungsmitglied der Friedensuniversität Potsdam.

## Veröffentlichungen (Auswahl)

### Publikationen in Buchform
- Trauerverarbeitung im Trauerritual und leib-seelisches Befinden. Psychologische Felduntersuchung zur psychohygienischen Wirksamkeit der Totenklagen (Moiroloja) in Mani, Griechenland, 1982 (Hochschulschrift Essen, Univ., Diss., 1982).
- Ich sehe deine Tränen. Trauern, klagen, leben können. Kreuz-Verlag, Stuttgart 1987, 17. Auflage 2002, ISBN 3-7831-2118-3.
- Ich begleite dich durch deine Trauer. Kreuz-Verlag, Stuttgart 1989, Neubearbeitung 2007, ISBN 978-3-7831-2668-6.
- mit Christine Schneider: Neue Wege zum heilsamen Umgang mit Krebs. Kreuz-Verlag, Stuttgart 1997, 3. erw. Auflage, ISBN 3-7831-1521-3.
- Ich sehe deine Tränen. Lebendigkeit in der Trauer. Die Grundlagen des Lebens- und Trauerumwandlungsmodells (LTUM). Kreuz Verlag Freiburg, Br. 2011, ISBN 978-3-451-61031-8.
- Die Welt ist voll von halben Enten. Ein Buch für dein Herz und deine Entwicklung. Kreuz-Verlag, Stuttgart 2007, ISBN 978-3-7831-2864-2.
- Ich begleite dich durch deine Trauer. Förderliche Wege aus dem Trauerlabyrinth. Neuüberarbietung. Kreuz-Verlag, Freiburg i. Br. 2013, ISBN 978-3-451-61210-7.
- mit Annette Bassfeld-Schepers: Auf der Suche nach den Regenbogen-Tränen. Heilsamer Umgang mit Abschied und Trauer. Kreuz-Verlag, Stuttgart 1994, 2. Aufl. Bertelsmann, München 1995, ISBN 3-570-12040-6.
- mit Christine Schneider: Neue Wege zum heilsamen Umgang mit Krebs, Angebote für Betroffene und Helfer. Kreuz-Verlag, Stuttgart 1997, ISBN 3-7831-1521-3.
- Wir spielen mit unseren Schatten. Vorschläge für Familie, Freizeit, Schule und Therapie (= Rororo. Band 7960, Reihe Mit Kindern leben), Reinbek bei Hamburg 1986, ISBN 3-499-17960-1.

### Beiträge in Sammelwerken
- Pyrovasie – Musikalische Extase und Feuertanz in Griechenland, in: Harm Willms (Hrsg.), Musik als Entspannung, Stuttgart, New York 1998, ISBN 978-3-437-00231-1, S. 46–61.